# 梁軟骨
梁軟骨（りょうなんこつ：trabecular cartilage、trabecula cranii。もしくは単にtrabecula（複数形trabeculae）、梁柱軟骨とも）は、脊椎動物 顎口類の胚での頭部の形成過程において、骨格の中でももっとも初期に神経堤細胞より発生する棒状の軟骨。発生を経るにつれて伸長し、篩骨や神経頭蓋底など、軟骨頭蓋の正中部における主要な骨格成分の大部分をつくる。

## 概要

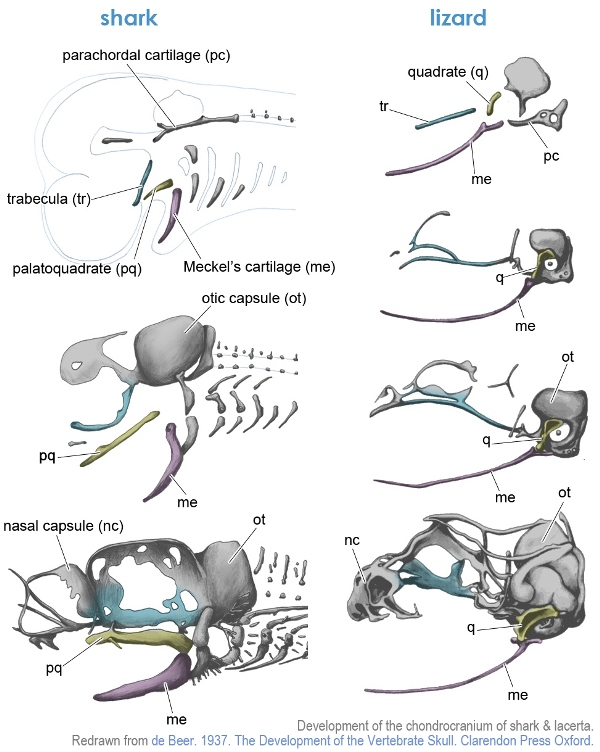
軟骨頭蓋の発生。サメ(左列)とトカゲ(右列)の例。梁軟骨はtrabecula (tr)で示される。

前脳の腹側・下垂体原基の両側方に、左右一対の棒状の、独立した軟骨成分として発生する。発生が進むと左右の梁軟骨の、下垂体よりも前方の部分は伸長して正中で癒合し、交梁軟骨(trabecula communis)を形成。対して後方部は伸長して旁索軟骨（parachordal cartilage）と癒合する。
多くのグループではこれが背側に伸長し、眼窩中隔や鼻中隔へと発生する。このようなタイプの頭蓋形成はtropibasicと呼ばれる。
対して、背腹軸にほとんど伸長せず横に広がるタイプの頭蓋形成をplatybasicと呼び、哺乳類や両生類はこの形式を採る。
脊椎動物における軟骨形成のほとんどは、脊索からのシグナルに誘導された中胚葉性の体節の分化によるものだが、梁軟骨とそこから発生する頭蓋骨の一部は脊索の前端よりも吻側にあるためこうしたシグナル経路とは無縁であり、しかも中胚葉ではなく神経堤細胞に由来するという点で特殊である。そうした極めて特異な点と脊椎動物の頭部形成に関する重要性から、形態学や比較発生学においてよく注目され、その進化的起源や発生プロセスについてはこれまで様々な説が存在した。現在は頭部神経堤細胞のうち、顎骨弓（第1咽頭弓）のさらに吻側を占める、咽頭弓に寄与しない領域の間葉から発生するとされる。

## 顎前弓仮説
梁軟骨は1839年、マルティン・ラトケ（Martin Heinrich Rathke）により、ヨーロッパヤマカガシの観察で初めて記載された。
そののちトマス・ヘンリー・ハクスリーによって1874年、脳頭蓋に二次的に寄与した内臓頭蓋であることが指摘されている。つまり、咽頭弓（pharyngeal arch）の中に発生する鰓弓骨格と連続相同であるとされたのである。
さて、われわれ脊椎動物の顎は、顎骨弓（つまり、顎口類の胚で最も前方に発生する咽頭弓）から発生するとされている。梁軟骨が生じるのは顎骨弓よりも前方なので、もし梁軟骨が独立した咽頭弓の骨格であるならば、顎を獲得する以前の脊椎動物（つまり無顎類）は顎骨弓の前方にさらにもう１対かそれ以上の数の咽頭弓、すなわち顎前弓（premandibular arch）を持っていたことになる。
顎前弓仮説はギャヴィン・ド=ビア（Gavin de Beer）ら多くの比較発生学者や比較形態学者によって支持された。またエリック・ステンシエー（Erik Stensiö）はケファラスピスなど甲皮類の化石を研磨して内部構造を調べ、顎前弓とそれに対応する脳神経を発見したと報告している（後にこれが顎骨弓そのものであることが判明）。
しかし現在ではこうした顎前弓の存在はほとんど否定されており、それとともに梁軟骨が鰓弓骨格であるとする見方はほとんど行われなくなった。

## ヤツメウナギの"梁軟骨"
円口類のヤツメウナギでも、胚発生の過程で頭部に一対の棒状の軟骨が観察され、梁軟骨と呼ばれてきた。
しかし、1916年には既にゼヴェルツォッフ（Alexej Nikolajevich Sewertzoff）がヤツメウナギの頭蓋底は全て沿軸中胚葉由来であると指摘しており、1948年にはアルフ・ジョネルズ（Alf Johnels）がヤツメウナギの骨格発生を詳細に観察し、それが脊索の両側に発生する、むしろ傍索軟骨によく似た発生を行うことを示している。その後も実験的にヤツメウナギの"梁軟骨"が頭部中胚葉に由来することが証明されたため、現在では、ヤツメウナギなど円口類の"梁軟骨"は顎口類の梁軟骨と相同でない、つまり（真の意味での）梁軟骨は顎口類の系統において新規に獲得された形質であるとされている。